# باز-عقاب فیلیپینی
باز-عقاب فیلیپینی یا باز-عقاب فیلیپینی شمالی (نام علمی: Nisaetus philippensis)، که در گذشته با Spizaetus قرار گرفته بود، گونه‌ای از پرندگان شکاری از تیرهٔ بازان (Accipitridae) است. بسیاری از آرایه‌شناسان بازعقاب پینسکر را که یک زیرگونه پیشین است، در نظر می‌گیرند که به وضعیت گونه‌ای کامل رسیده است. بومی فیلیپین است. زیستگاه طبیعی آن جنگل‌های جلگه‌ای نمناک گرمسیری است. از دست دادن زیستگاه و به دام افتادن آن در معرض تهدید است.